# 馬傑偉
馬傑偉（英語：MA Kit Wai Eric），曾任香港中文大學新聞及傳播學院教授，專門研究香港次文化以及流行文化， 56歲時提早退休。英國倫敦大學哲學博士，他亦在《明報》世紀版撰寫專欄。著有《電視戰國時代》、《解讀普及媒介》等。

## 香港中文大學教學語文爭議
由於馬傑偉被香港中文大學校方指派為雙語政策委員會委員，他在香港中文大學學生報以委員身份，撰寫《中大語文政策的未來》，曾經與反對校方教學語文政策的中大校友關注組成員，引發筆戰。